# 황산 수소 나트륨
황산 수소 나트륨(Sodium bisulfate)은 황산의 나트륨염이다. CAS 등록번호는 7631-90-5. 방부제, 보존제, 안정화제, 완충제, 용제, 코팅제, 항산화제, 환원제 등의 화합물 제조에 사용된다.

## 특성
특성은 다음과 같다.
- 끓는점 : 315°C
- 증기압 : 40hPa(20°C)
- 밀도 : 1.35(20°C)
- 용해도 : 540g/L (물, 20°C)